# Xã St. Lawrence, Quận Scott, Minnesota
Xã St. Lawrence (tiếng Anh: St. Lawrence Township) là một xã thuộc quận Scott, tiểu bang Minnesota, Hoa Kỳ. Năm 2010, dân số của xã này là 483 người.